# Marcus Vinicius (consul en -19)
Pour les articles homonymes, voir Marcus Vinicius.
Marcus Vinicius (vers -60 - après 4) est un homme politique et l'un des plus expérimentés généraux, des débuts de l'Empire romain.

## Famille
Il est le grand-père de Marcus Vinicius (consul en 30 et 45), mari de Julia Livilla, la fille de Germanicus.

## Biographie
Né dans une famille de l'ordre équestre à Calès en Campanie, Vinicius se distingue comme légat d'Auguste propréteur en 25 av. J.-C. en menant une campagne victorieuse en Gaule,.
En reconnaissance de ses services, l'homo novus Vinicius est promu consul suffect en 19 av. J.-C., en remplacement de Caius Sentius Saturninus [Lequel ?]. Il tient cette magistrature avec Quintus Lucretius Vespillo.
Vinicius a probablement aussi été gouverneur de la province romaine d'Achaïe. En effet, une inscription à Corinthe, datée de 18/12 av. J.-C. à l'honneur de Marcus Vipsanius Agrippa, révèle qu'une unité administrative de la cité est nommée tribus Vinicia,.
En 14 ou 13 av. J.-C., Vinicius est légat en Illyrie sous les ordres d'Agrippa où il mène les premiers combats de la guerre pannonique (Bellum Pannonicum). Agrippa, qui a longuement combattu les populations rebelles de la Pannonie, meurt à peine rentré en Italie. La nouvelle de la mort du général provoque une nouvelle onde de rébellion chez les populations soumises par Agrippa, en particulier les Dalmates et les Breuces.
Auguste confie à son beau-fils Tibère la tâche de les pacifier, jusqu'à l'arrivée du futur empereur Tibère, qui assume alors le commandement,,, Vinicius combat et soumet les Scordisques,.
Tibère prend le commandement de l'armée en 12 av. J.-C., met en déroute les forces ennemies grâce à sa stratégie et à la ruse dont il fait preuve. Il obtient une victoire totale en moins de quatre ans notamment avec l'aide de généraux comme Marcus Vinicius, devenu gouverneur de la Macédoine et Lucius Calpurnius Piso.
Entre 1 et 4 de notre ère, Vinicius commande cinq légions cantonnées en Germanie. Son armée combat avec tant de succès qu'il gagne les ornements triomphaux,,, sans pour autant être en mesure d'étendre la zone d'influence conquise antérieurement par Drusus entre 12 et 9 av. J.-C.
Tout au long de sa vie, Vinicius semble avoir joui d'une relation étroite avec l'empereur. Suétone cite une lettre d'Auguste dans laquelle il parle de jouer aux dés avec Vinicius et son compagnon, l'homo novus Publius Silius Nerva,.

### Sources modernes
- (en) Ronald Syme, The Roman Revolution, Clarendon Press, Oxford, 1939.
- (en) Ursula Vogel-Weidemann, Die Statthalter von Africa und Asia in den Jahren 14-68 n. Chr.: Eine Untersuchung zum Verhältnis Princeps und Senat, Habelt, Bonn, 1982.